# Marco Terrazzino
Marco Terrazzino (Mannheim, 15 de abril de 1991) é um futebolista profissional italo-alemão que atua como meia ou atacante.

## Carreira
Marco Terrazzino começou a carreira no Hoffenheim.